# Setostylus innotatus
Setostylus innotatus är en tvåvingeart som först beskrevs av Edwards 1931.  Setostylus innotatus ingår i släktet Setostylus och familjen platthornsmyggor. Inga underarter finns listade i Catalogue of Life.